# Kees Broekman
Cornelis „Kees” Broekman (ur. 2 lipca 1927 w De Lier, zm. 8 listopada 1992 w Berlinie) – holenderski łyżwiarz szybki, dwukrotny medalista olimpijski i wicemistrz świata.

## Kariera
Pierwszy sukces w karierze Kees Broekman osiągnął w 1949 roku, kiedy zdobył srebrny medal podczas wielobojowych mistrzostw świata w Oslo. W zawodach tych wyprzedził go tylko Węgier Kornél Pajor, a trzecie miejsce zajął Odd Lundberg z Norwegii. Był to jego jedyny medal mistrzostw świata, blisko podium był na mistrzostwach świata w Helsinkach w 1948 roku, mistrzostwach świata w Hamarze w 1952 roku oraz mistrzostwach świata w Helsinkach w 1953 roku. W 1948 roku wystąpił na igrzyskach olimpijskich w Sankt Moritz, zajmując piąte miejsce na dystansie 10 000 m oraz szóste w biegu na 5000 m. Cztery lata później, podczas igrzysk w Oslo zdobył srebrne medale w biegach na 5000 i 10 000 m, w obu przypadkach przegrywając tylko z Norwegiem Hjalmarem Andersenem. Startował także na igrzyskach olimpijskich w Cortinie d’Ampezzo w 1956 roku i igrzyskach w Squaw Valley w 1960 roku, ale nie zdobył medali. Ponadto w 1953 roku zdobył złoto podczas mistrzostw Europy w Hamarze, a rok wcześniej, na mistrzostwach Europy w Östersund był drugi za Andersenem. Na arenie krajowej zdobył tylko jeden medal, zwyciężając w wieloboju w 1951 roku.
Po zakończeniu kariery został trenerem. jego podopiecznymi byli między innymi Atje Keulen-Deelstra i Göran Claeson. Trenował także w Berlinie, gdzie zmarł w wieku 65 lat.
Jego siostrzenica, Stien Baas-Kaiser również uprawiała łyżwiarstwo szybkie.